# 茨城県立高萩工業高等学校
茨城県立高萩工業高等学校（いばらきけんりつたかはぎこうぎょうこうとうがっこう）は、茨城県高萩市に所在した県立工業高等学校。2006年（平成18年）に統廃合され、2008年（平成20年）3月31日に閉校した。
跡地には明治大学の付属施設の誘致が検討されていたが、東日本大震災の影響で検討が中断し、2012年3月に明治大学側が放射能影響を懸念し断念した。
その後跡地には、2013年9月に明秀学園日立高等学校の男子寮「明高館」が完成した。

## 設置学科
- 機械科
- 電気科

## 沿革
- 1963年（昭和38年）4月1日 - 茨城県立高萩工業高等学校が創立[6]。
- 2006年（平成18年）4月 - 茨城県立松丘高等学校と合併して茨城県立高萩清松高等学校となる。茨城県立高萩工業高等学校の生徒募集を停止。
- 2008年（平成20年）
  - 3月31日 - 閉校。
  - 8月 - 映画『クローズZERO II』のロケーション撮影が行われる[7]。
- 2011年（平成23年）1月 - 映画『もし高校野球の女子マネージャーがドラッカーの『マネジメント』を読んだら』のロケーション撮影が行われる[8]。
  - 11月-日本テレビ系絶対に笑ってはいけない空港24時のロケーション撮影が行われる。
- 2012年（平成24年）
  - 6月 - ももいろクローバーZ『Z女戦争』のPVのロケーション撮影が行われる[9]。

### 開校の経緯
高萩工業高校創設の頃、高等学校への進学率の上昇とベビーブームによる人口の増加により、高校の受験者が急増し既存校では収容しきれず、このままでは大量の浪人生を生み出すおそれが生じた。特に茨城県では水戸地区と日立地区で深刻な問題であり、県北では北茨城市に磯原高等学校と北茨城高等学校、日立市に日立商業高等学校が相次いで開校し、高萩市でも高校の新設が1960年（昭和35年）に市民から要望として出された。これを受け、高萩市議会は要望を陳述書にまとめこれを採択、満場一致で決議した。ただしこの時点では「高校の誘致」のみを決めただけで、どういう種類の高校にするかまでは踏み込んでいなかった。その後、1961年（昭和36年）度に茨城県が認可を下し、工業高校となることが決定した。用地の選定などで問題も発生したが、1963年（昭和38年）4月1日に機械科と電気科の計160名の生徒を迎え、開校した。
高萩工業高校の開校とは直接関係するわけではないが、1942年（昭和17年）に高萩町が町議会において工業学校を設置することを満場一致で決議するも、第二次世界大戦の影響で断念する、という出来事があった。

### 1980年頃の様子
『茨城県大百科事典』（1981年〔昭和56年〕発行）によれば、当時の部活動はウエイトリフティング・バドミントン・サッカーでの活躍が目立っていたという。卒業生のほとんどは地元の日立製作所など産業界へ就職していた。また在校生は全員男子であった。

## アクセス
- JR常磐線高萩駅より徒歩約30分（約2.5km）
- 椎名観光バス高萩工高前バス停下車、すぐ。